# Wayne Routledge
Wayne Neville Anthony Routledge (Londra, 7 gennaio 1985) è un ex calciatore inglese, di ruolo ala destra.

## Carriera

### Club
Wayne Routledge dal 2001 al 2005 gioca con il Crystal Palace, collezionando 111 presenze con 11 gol. Le sue prestazioni tra Championship e Premiership, fanno nascere l'interesse del Tottenham che il 30 giugno 2005 lo acquista. Nel gennaio del 2006 viene mandato in prestito al Portsmouth, con il quale colleziona 13 presenze senza segnare. Il 30 agosto 2006 va a giocare in prestito al Fulham, concludendo la stagione con 24 presenze. Al termine della stagione torna al Tottenham, dal quale si separa il 31 gennaio del 2008, quando viene ceduto all'Aston Villa che, dopo pochi mesi, lo gira in prestito al Cardiff City (20 novembre 2008). Con i "Bluebirds" Wayne gioca molto bene tanto da suscitare l'interesse del Queens Park Rangers che lo ingaggia il 3 gennaio del 2009.
Con gli "Hoops" Routledge gioca un ottimo campionato, totalizzando 49 partite e 7 gol prima di passare, il 27 gennaio del 2010, al Newcastle.
Con i "Magpies" però non riesce a trovare un posto fisso in squadra, tanto da tornare in prestito al Queens Park Rangers il 21 gennaio 2011 con la formula del prestito fino a fine stagione.
Il 2 agosto 2011 si lega per tre anni con i gallesi dello Swansea City. Nella stagione 2012-2013 conquista la Football League Cup 2012-2013 con lo Swansea City, trofeo grazie al quale permetterà ai gallesi di partecipare alla prossima edizione della Europa League.

### Nazionale
Dal 2004 al 2007 ha fatto parte della Nazionale inglese Under-21, collezionando 12 presenze con 1 gol.

## Statistiche

### Presenze e reti nei club
Statistiche aggiornate al 26 luglio 2017
| Stagione              | Squadra               | Campionato            | Campionato | Campionato | Coppe nazionali | Coppe nazionali | Coppe nazionali | Coppe continentali | Coppe continentali | Coppe continentali | Altre coppe | Altre coppe | Altre coppe | Totale | Totale |
| Stagione              | Squadra               | Comp                  | Pres       | Reti       | Comp            | Pres            | Reti            | Comp               | Pres               | Reti               | Comp        | Pres        | Reti        | Pres   | Reti   |
| --------------------- | --------------------- | --------------------- | ---------- | ---------- | --------------- | --------------- | --------------- | ------------------ | ------------------ | ------------------ | ----------- | ----------- | ----------- | ------ | ------ |
| 2002-2003             | Crystal Palace        | FLC                   | 26         | 4          | FACup+CdL       | 0+0             | 0               | -                  | -                  | -                  | -           | -           | -           | 26     | 4      |
| 2003-2004             | Crystal Palace        | FD                    | 47         | 6          | FACup+CdL       | 0+0             | 0               | -                  | -                  | -                  | -           | -           | -           | 47     | 6      |
| 2004-2005             | Crystal Palace        | FLC                   | 38         | 1          | FACup+CdL       | 0+0             | 0               | -                  | -                  | -                  | -           | -           | -           | 38     | 1      |
| Totale Crystal Palace | Totale Crystal Palace | Totale Crystal Palace | 111        | 11         |                 | 0               | 0               |                    |                    |                    |             |             |             | 111    | 11     |
| 2005-2006             | Tottenham             | PL                    | 3          | 0          | FACup+CdL       | 0+0             | 0               | -                  | -                  | -                  | -           | -           | -           | 3      | 0      |
| gen.-giu. 2006        | Portsmouth            | PL                    | 13         | 0          | FACup+CdL       | 0+0             | 0               | -                  | -                  | -                  | -           | -           | -           | 13     | 0      |
| 2006-2007             | Fulham                | PL                    | 24         | 0          | FACup+CdL       | 3+0             | 1+0             | -                  | -                  | -                  | -           | -           | -           | 27     | 1      |
| 2007-2008             | Tottenham             | PL                    | 2          | 0          | FACup+CdL       | 0+0             | 0               | -                  | -                  | -                  | -           | -           | -           | 2      | 0      |
| Totale Tottenham      | Totale Tottenham      | Totale Tottenham      | 5          | 0          |                 | 0               | 0               |                    |                    |                    |             |             |             | 5      | 0      |
| gen.-giu. 2008        | Aston Villa           | PL                    | 1          | 0          | FACup+CdL       | 0+0             | 0               | -                  | -                  | -                  | -           | -           | -           | 1      | 0      |
| 2008-2009             | Aston Villa           | PL                    | 1          | 0          | FACup+CdL       | 0+1             | 0+0             | Int+CU             | 1+4                | 0                  | -           | -           | -           | 7      | 0      |
| Totale Aston Villa    | Totale Aston Villa    | Totale Aston Villa    | 2          | 0          |                 | 1               | 0               |                    | 5                  | 0                  |             |             |             | 8      | 0      |
| 2008-2009             | Cardiff City          | FLC                   | 9          | 2          | FACup+CdL       | 0+0             | 0               | -                  | -                  | -                  | -           | -           | -           | 9      | 2      |
| gen.-giu. 2009        | QPR                   | FLC                   | 19         | 1          | FACup+CdL       | 0+0             | 0               | -                  | -                  | -                  | -           | -           | -           | 19     | 1      |
| 2009-2010             | QPR                   | FLC                   | 25         | 2          | FACup+CdL       | 2+3             | 0+4             | -                  | -                  | -                  | -           | -           | -           | 30     | 6      |
| gen.-giu. 2010        | Newcastle             | FLC                   | 17         | 3          | FACup+CdL       | 0+0             | 0               | -                  | -                  | -                  | -           | -           | -           | 17     | 3      |
| 2010-2011             | Newcastle             | PL                    | 17         | 0          | FACup+CdL       | 1+1             | 0               | -                  | -                  | -                  | -           | -           | -           | 19     | 0      |
| Totale Newcastle      | Totale Newcastle      | Totale Newcastle      | 34         | 3          |                 | 2               | 0               |                    |                    |                    |             |             |             | 36     | 3      |
| gen.-giu. 2011        | QPR                   | FLC                   | 20         | 5          | FACup+CdL       | 0+0             | 0               | -                  | -                  | -                  | -           | -           | -           | 20     | 5      |
| Totale QPR            | Totale QPR            | Totale QPR            | 64         | 8          |                 | 5               | 4               |                    |                    |                    |             |             |             | 69     | 12     |
| 2011-2012             | Swansea City          | PL                    | 28         | 1          | FACup+CdL       | 2+0             | 0               | -                  | -                  | -                  | -           | -           | -           | 30     | 1      |
| 2012-2013             | Swansea City          | PL                    | 36         | 5          | FACup+CdL       | 2+6             | 0               | -                  | -                  | -                  | -           | -           | -           | 44     | 5      |
| 2013-2014             | Swansea City          | PL                    | 35         | 1          | FACup+CdL       | 3+1             | 1+0             | UEL                | 8                  | 3                  | -           | -           | -           | 37     | 5      |
| 2014-2015             | Swansea City          | PL                    | 29         | 4          | FACup+CdL       | 0+0             | 0               | -                  | -                  | -                  | -           | -           | -           | 32     | 4      |
| 2015-2016             | Swansea City          | PL                    | 28         | 2          | FACup+CdL       | 0+2             | 0+0             | -                  | -                  | -                  | -           | -           | -           | 30     | 2      |
| 2016-2017             | Swansea City          | PL                    | 27         | 3          | FACup+CdL       | 1+1             | 0+0             | -                  | -                  | -                  | -           | -           | -           | 29     | 3      |
| 2017-2018             | Swansea City          | PL                    | 0          | 0          | FACup+CdL       | 0+0             | 0               | -                  | -                  | -                  | -           | -           | -           | 0      | 0      |
| Totale Swansea City   | Totale Swansea City   | Totale Swansea City   | 183        | 16         |                 | 8+10            | 1+0             |                    | 8                  | 3                  |             |             |             | 209    | 20     |
| Totale carriera       | Totale carriera       | Totale carriera       | 445        | 40         |                 | 29              | 6               |                    | 13                 | 3                  |             |             |             | 498    | 49     |

## Palmarès

### Club

#### Competizioni nazionali
- Coppa di Lega inglese: 1

Swansea City: 2012-2013